# کارااوزک
کارااوزک (به لاتین: Karaozek) یک منطقهٔ مسکونی در روسیه است که در استان آستراخان واقع شده‌است.